# Distrito de Platería
El distrito de Platería es uno de los 15 distritos de la provincia de Puno en el departamento de Puno, bajo la administración del Gobierno regional de Puno, en el Perú.
La villa de Plateria es el centro urbano más importante a nivel de distrito, cuya tipología es administrativa, de servicios básicos, financiera, turística y cultural.

## Etimología
Plateria: Se remonta de versiones de tiempos inmemoriales de Coloniaje donde los españoles explotaron diversas minas como las de Laykakota, Tee Kollo y otros donde establecieron una fundición en Plateria a donde llegaron los minerales, como el oro, cobre, plata y fabricar de estos valiosas minerales alhajas y objetos de orfebrería, el lugar denominado Pila Patja son los vestigios de esta existencia donde se encontraron restos que afirman esta versión, en tanto, esta teoría más aproximada originaria la denominación de Platería que hoy surge como una tierra antigua, brava de contornos prominentes, con matices de viento silban entre las cumbres andinas bajo la mirada altiva del hombre Lupaka aimara.

## Historia

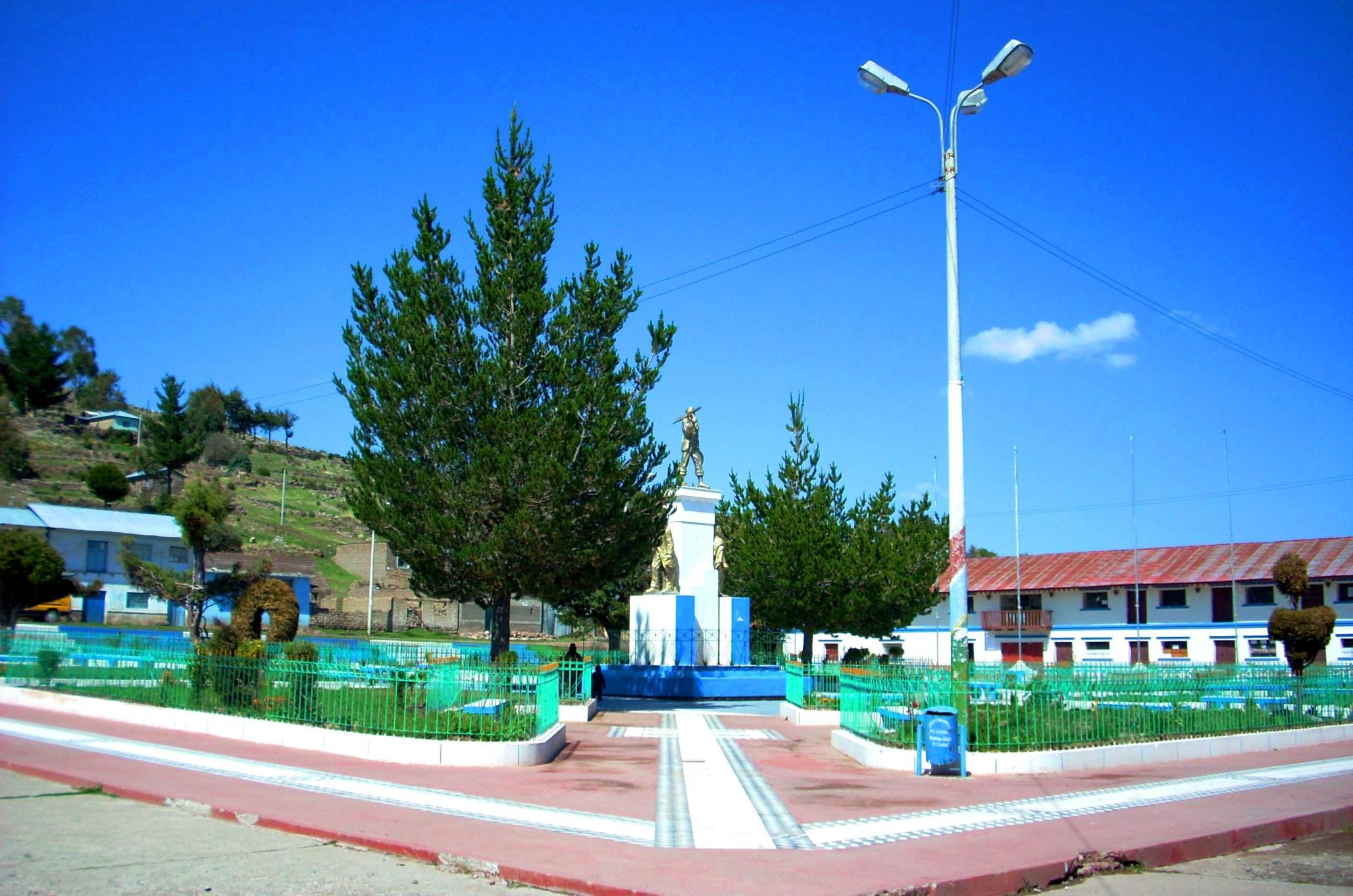
Plaza histórica de Platería.

Como todo pueblo en cualquier parte del universo tienen su origen, Platería también se encuentra inmenso en este proceso histórico con el primer hombre cazadores y recolectores que en el transcurrir de los milenios se volvieron sedentarios (10 mil años atrás) ubicándose de esta manera en las orillas del Lago Titicaca, al buscar sus raíces nos ubicamos en el contexto geográfico en donde se desarrolló la cultura Tiahuanaco, quienes lograron dominar todo el Altiplano Peruano Boliviano. 
El arte rupestre en mención, se encuentra ubicado en la ladera norte del cerro San Francisco, cerro principal o tutelar de la Comunidad de Ccota. En este cerro, en un abrigo rocoso bajo una gran roca saliente, se puede apreciar el arte rupestre, que fueron plasmados por antiguos pobladores de la región, pictografías en color rojo oscuro con formas de camélidos sudamericanos (llama, alpaca, vicuña, guanaco) y variados diseños geométricos; círculos, cuadrados, triángulos), hay también pinturas en color negro, que muestran varias figuras humanas en actitud de Chacco (actividad comunal para atrapar zorros y camélidos). Más hacia el norte de este sector, hay otra pequeña cueva donde se observan rastros de pinturas rupestres de color rojo oscuro, con diversas formas de camélidos, la parte baja del interior de la cueva, habría servido como cementerio, se nota la presencia de restos humanos, algunos de ellos a flor de tierra, así mismo en los exteriores se pueden observar restos de cerámica posiblemente de la cultura Lupaca, así como algunas chullpas rústicas. Sitio que se encuentra ubicado en la comunidad de Ccota del distrito de Platería, a 6 km al este del Pueblo de Platería, en las cercanías a las orillas del Lago Titicaca. Platería se encuentra ubicada a 28 km al sur de la ciudad de Puno.
Posteriormente se producen grandes cambios y transformaciones a mediados del siglo XV, los Lupakas originaron grandes levantamientos con el afan de lograr su riqueza y poder, los rebeldes Kollas y los aguerridos huestres del Inca Mayta Capac y también Inca Lloque Yupanqui se hizo presente, como Chucuito era considerado sede del Reyno Lupaka, de tradición Aimara, durante esta época de movimiento Platería fue el lugar adecuado para el descanso especialmente para los viajeros en el lugar denominado Pila Patja, Tambo establecido como lugar preferencial para pernoctar considerando como camino real del Inka hacia el kollasuyo, Tucumán y Chile.

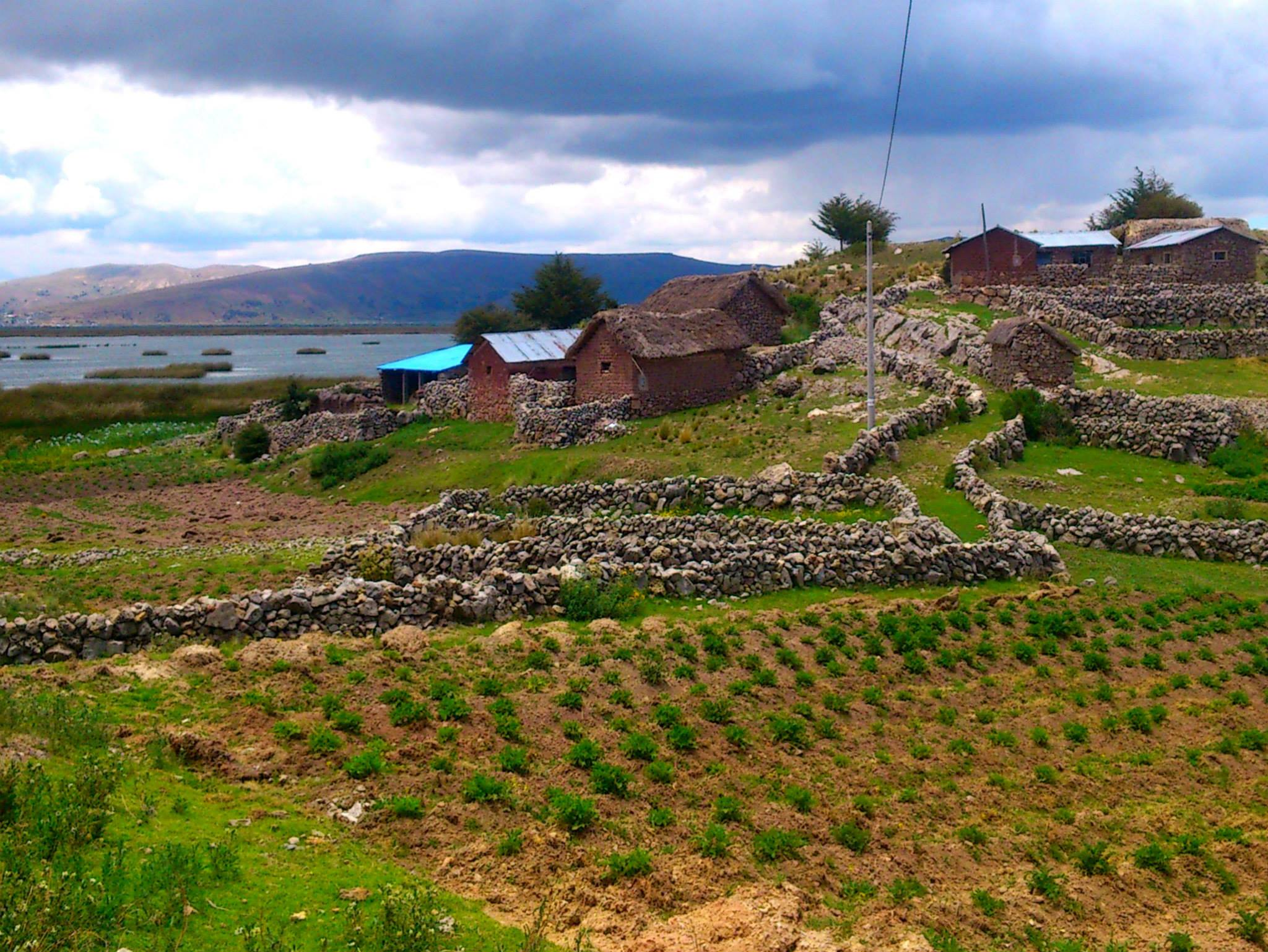
Casitas rurales en Plateria.

Diego de Almagro, luego de consolidar la conquista del Cusco se trasladó al Altiplano (1535) dirigiéndose hacia Chile, saqueando a su paso las diversas poblaciones del Kollao, en el contenido histórico se relata que en el año de 1668 el Virrey de Perú Don Pedro Antonio Castro y Portugal Décimo Conde de Lemus, en ocasión de visita a las Minas de Laykakota se fue de paseo al santuario de Copacabana y las llanuras de Chucuito y Plateria fueron testigos mudos de su trajinar, en estos tiempos los Pobladores de Plateria estuvieron presentes en los diversos movimientos de nuestro Altiplano, demostrando la tenacidad y el valor patriótico por la explotación, el abuso de usurpación de sus tierras.
De todo ello el único anhelo fue la justicia social es entonces a partir de los años 1900 surge el liderazgo de Manuel Z. Camacho y la presencia del misionero Fernando A. Sthal con su vocación religiosa y persuadido que su servicio será necesario en la Educación moral y religiosa del hombre Lupaka, Camacho con su sentimiento reivindicativo y su tarea educativa emprende los elementos de lectura y escritura estableciendo la primera Escuela Rural en Utawilaya convirtiéndose de esta manera en el pionero de la alfabetización del que sufrió persecución, encarcelamiento y humillación, pero con su valor implacable y sacrificio hace que hoy Platería sea considerado como "Cuna de la Primera Escuela Rural".
Platería en el camino del progreso y desarrollo fue creada mediante la Ley N.º 15018 un 25 de abril de 1964 bajo el Gobierno del Presidente Constitucional de la República Arq° Fernando Belaúnde Terry.

## Ubicación geográfica
Ubicado en el altiplano a una altitud de 3 826 m s. n. m., muy cerca del Lago Titicaca. Actualmente tiene una extensión de 240,63 km² .

## Población
La población actualmente es de 7121 habitantes, según el último censo peruano de 2017, alcanzando una densidad poblacional de 29,59 hab/km²

## División administrativa

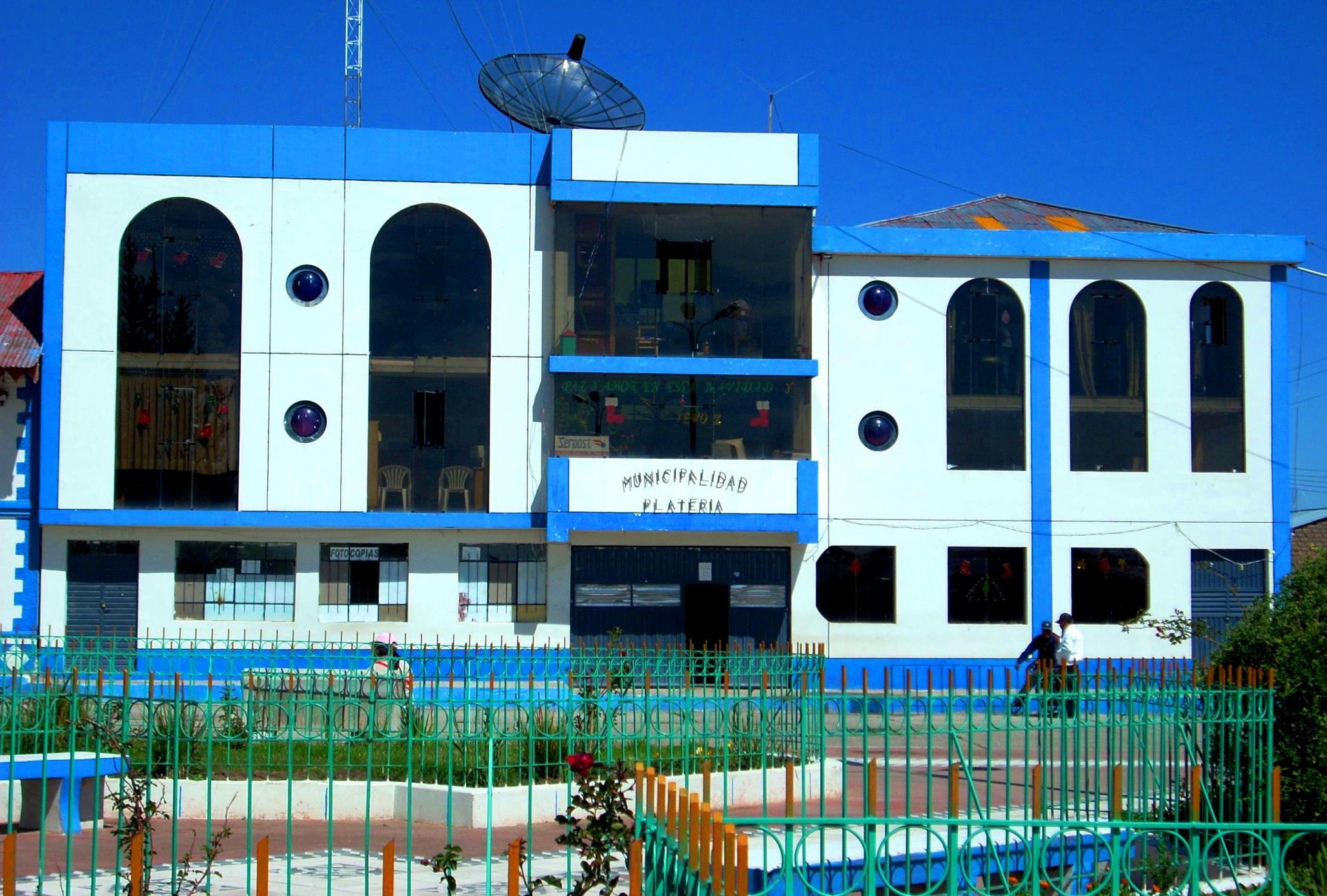
Edificio municipal de Platería.

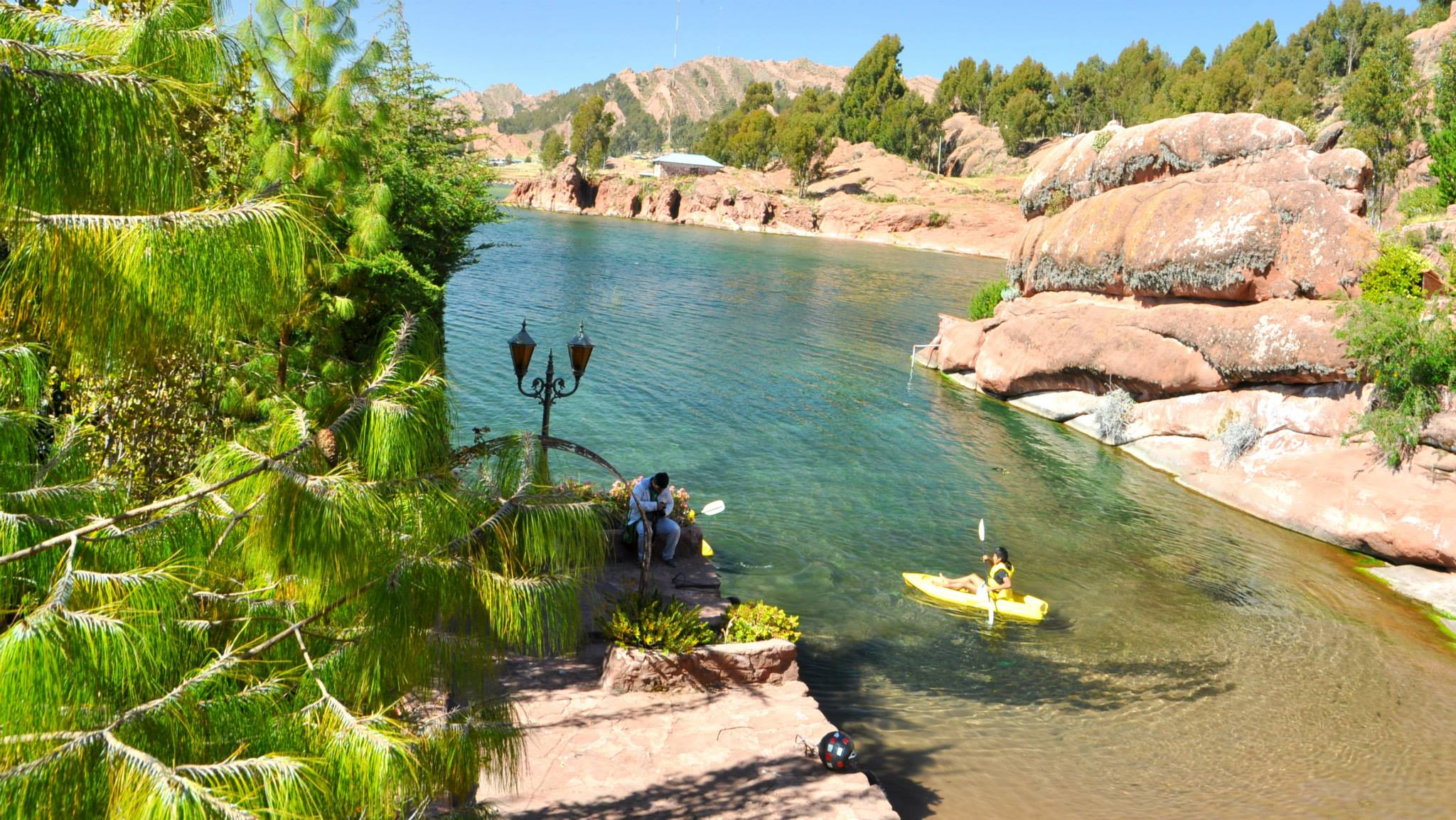
Jardín en el Castillo de Platería.

El área total del distrito de 240,63 km², distribuidos entre comunidades campesinas y centros poblados menores.

### Centros poblados o caseríos
- PLATERIA: 154 hab.
- CCOTA: 945 hab.
- CAMACANI: 680 hab.
- CAMATA: 392 hab.
- RINCONADA: 307 hab.
- TORASAYA: 307 hab.
- POTOJANI CHICO: 300 hab.
- AÐO CALLEJON: 287 hab.
- PALLALLA: 756 hab.
- CALLANCA: 223 hab.
- HUENCCALLA: 218 hab.
- PERKA: 181 hab.
- TITILACA: 167 hab.
- CARUCAYA: 167 hab.
- CHICABOTIJA: 500 hab.
- POBLACION DISPERSA: 3476 hab.
- PATILLANI  45 hab.
- LACCONI 500 hab.

### Barrios de la villa de Plateria

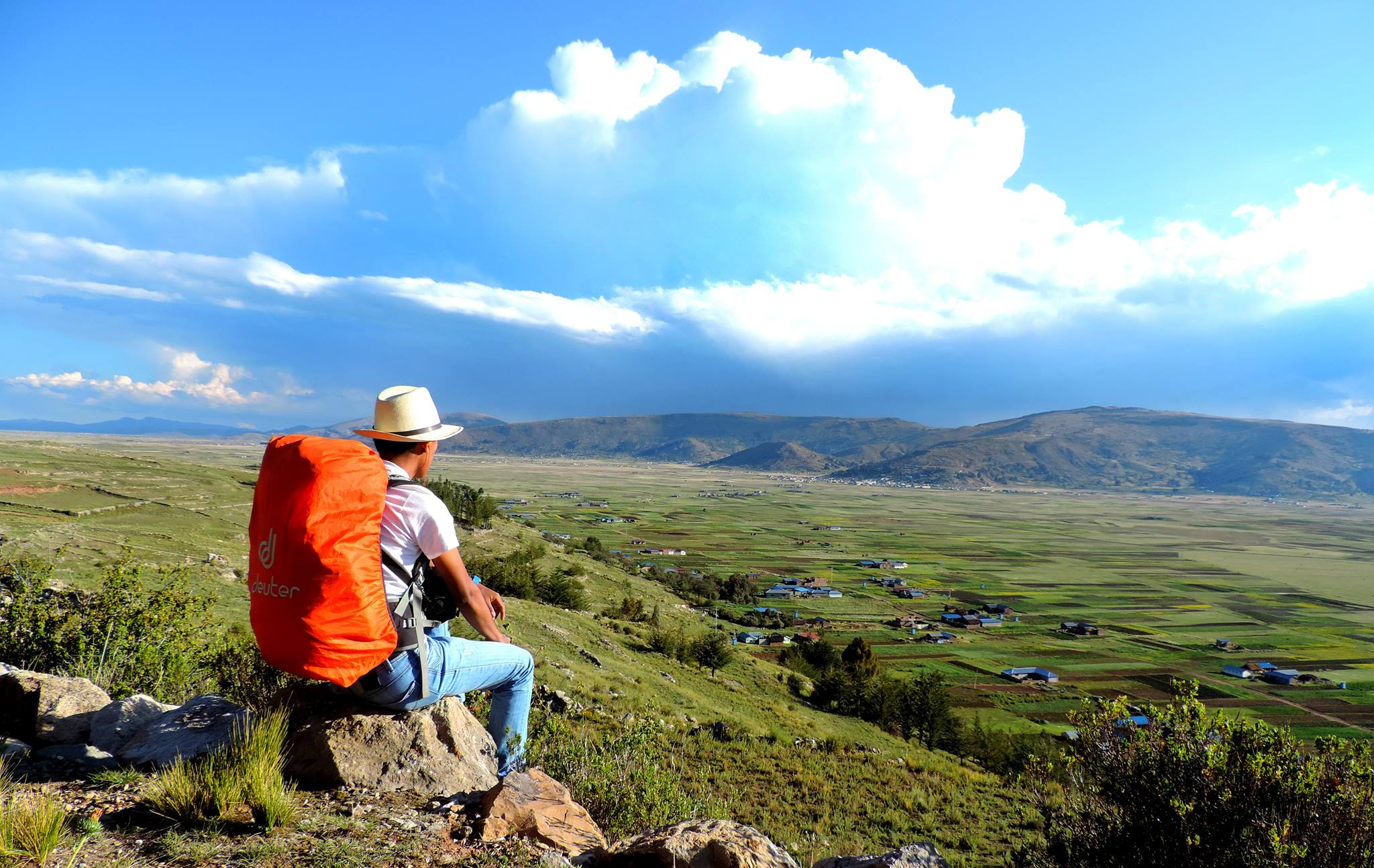
Valle de Platería.

- Central
- Mendoza
- Victoria
- Nueva Esperanza
- Sagrado corazón

## Estadísticas principales
A continuación una lista de las principales estadísticas sociales del distrito según el censo 2007 del INEI, se clasifica considerando el rango de mejor ubicación a nivel distrital tomando en cuenta la Provincia de Puno (en la provincia existen 15 distritos):
- IDH (considerando el pbi per cápita regional): 0.682 (N° 2)
- IDH (considerando el ingreso mensual per cápita): 0.547 (N° 2)
- Esperanza de vida al nacer: 67.70 años (N° 11)
- Alfabetismo: 87.46 % (N° 3)
- Escolaridad: 87.70 % (N° 3)
- Población sin agua potable: 44.00 % (N° 13)
- Población sin desagüe/letrina: 63.00 % (N° 12)
- Población sin electricidad: 29.00 % (N° 3)
- Tasa desnutrición de niños 6-9 años: 17.00 % (N° 2)
- Población total en situación de pobreza: 76.50% (N° 2)
- Población en situación de pobreza extrema: 21.10% (N° 2)

En general, se encuentra ubicado entre los tres distritos con mejor calidad de vida en toda la Provincia de Puno, sin embargo, se encuentra en los últimos lugares en las siguientes estadísticas: 
- Población sin agua potable
- Población sin desagüe/letrina
- Esperanza de vida al nacer

## Autoridades

### Municipales
- 2019 - 2022[2]
  - Alcalde: Eustacio Alca Pacho, del Movimiento de Integración por el Desarrollo Regional (Mi Casita).
  - Regidores:

  1. Roger Mauro Mamani Mamani (Movimiento de Integración por el Desarrollo Regional (Mi Casita))
  2. Lola Carmen Flores Mendoza (Movimiento de Integración por el Desarrollo Regional (Mi Casita))
  3. Florentino Gómez Cruz (Movimiento de Integración por el Desarrollo Regional (Mi Casita))
  4. Carmen Rosa Blas Flores (Movimiento de Integración por el Desarrollo Regional (Mi Casita))
  5. Yebet Joel Alcca Chahuares (Democracia Directa)

## Turismo

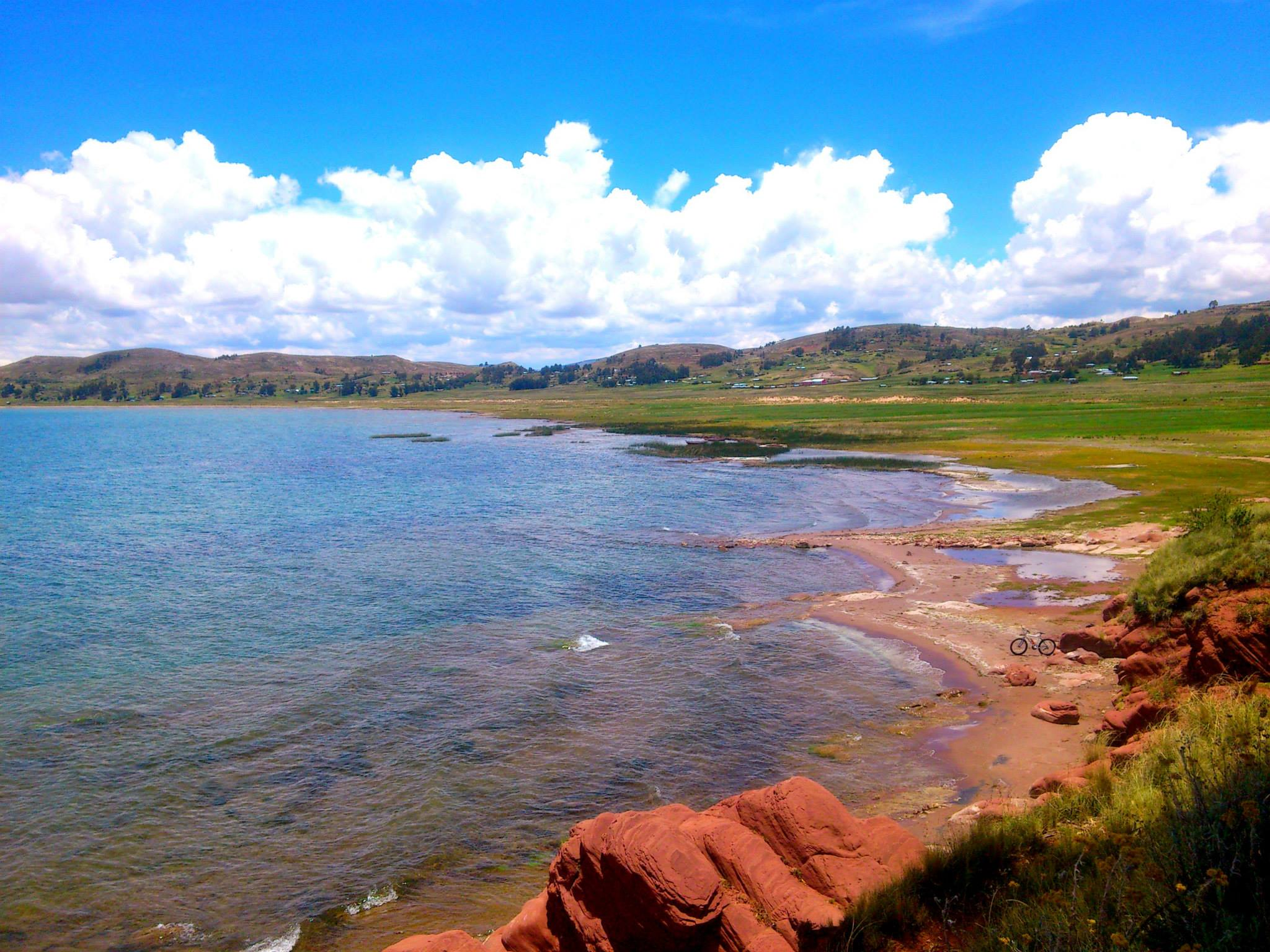
Playa de Platería.

- Plaza principal (Centro Histórico)
- Cerros-Apus ceremoniales
- Chullpas de Ccota
- Hotel Titilaka (4 estrellas)
- Huencaya Lodge (Posada natural)
- Castillo del Titicaca (Posada natural)

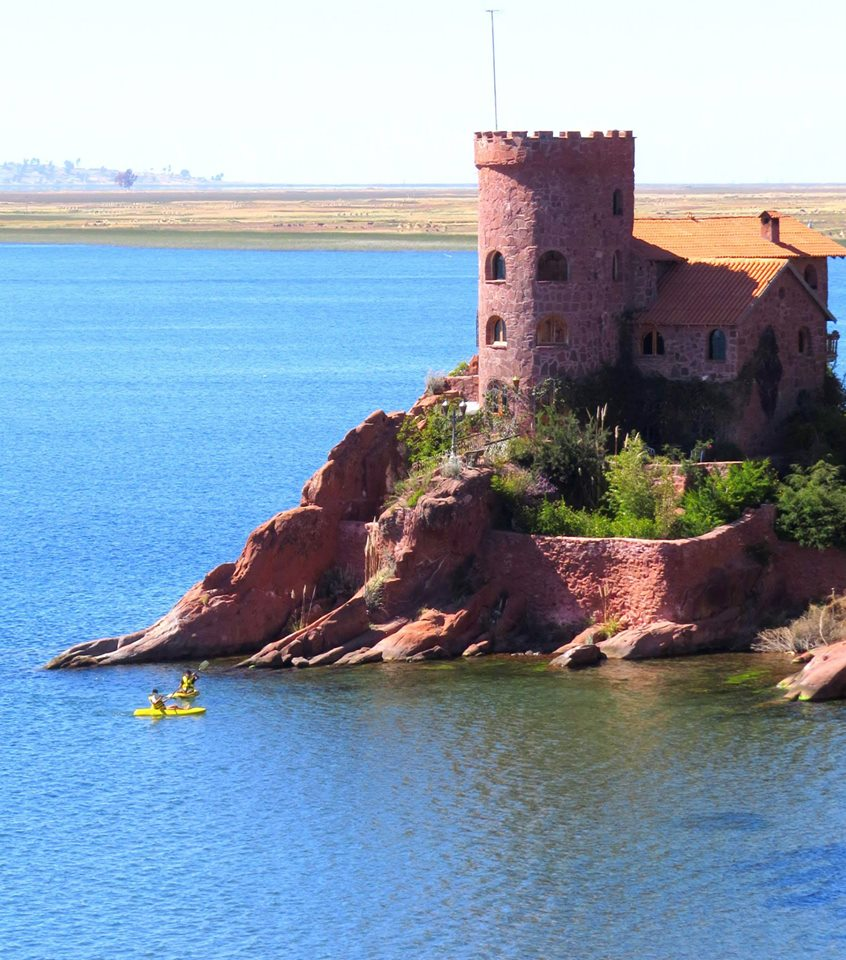
Castillo de Titicaca.

- Caserios

## Platos Típicos
- Chaulla Thimpo
- Huaja
- Phesque
- Phatasc Caldo

## Festividades
- Abril (24)
  - Aniversario del distrito
- Mayo (15)
  - Festividad San Isidro Labrador, centro Poblado de Titilaca.
- Mayo (20)
  - Aniversario de la comunidad de Rinconada (Platería) , hoy se celebra al santo San Isidro Labrador.
- Setiembre (8)
  - Festividad en la Villa de Platería (VIRGEN DE NATIVIDAD)
- Setiembre (14)
  - Festividad del Señor de Exaltación - comunidad de Camacani.
- Octubre (20)
  - Festividad en el Centro Poblado Ccota
- Diciembre (04)
  - Aniversario del Barrio MENDOZA, distrito de Platería ( Santa bárbara - feria alasita)
- Carnavales (CHICABOTIJA).
  - Lunes (cortamonte Chicabotija).
  - Miércoles Ceniza Cerro Pucara.
  - Domingo de tentación, fiesta de carnavales cortamonte - capital del distrito.

## Galería

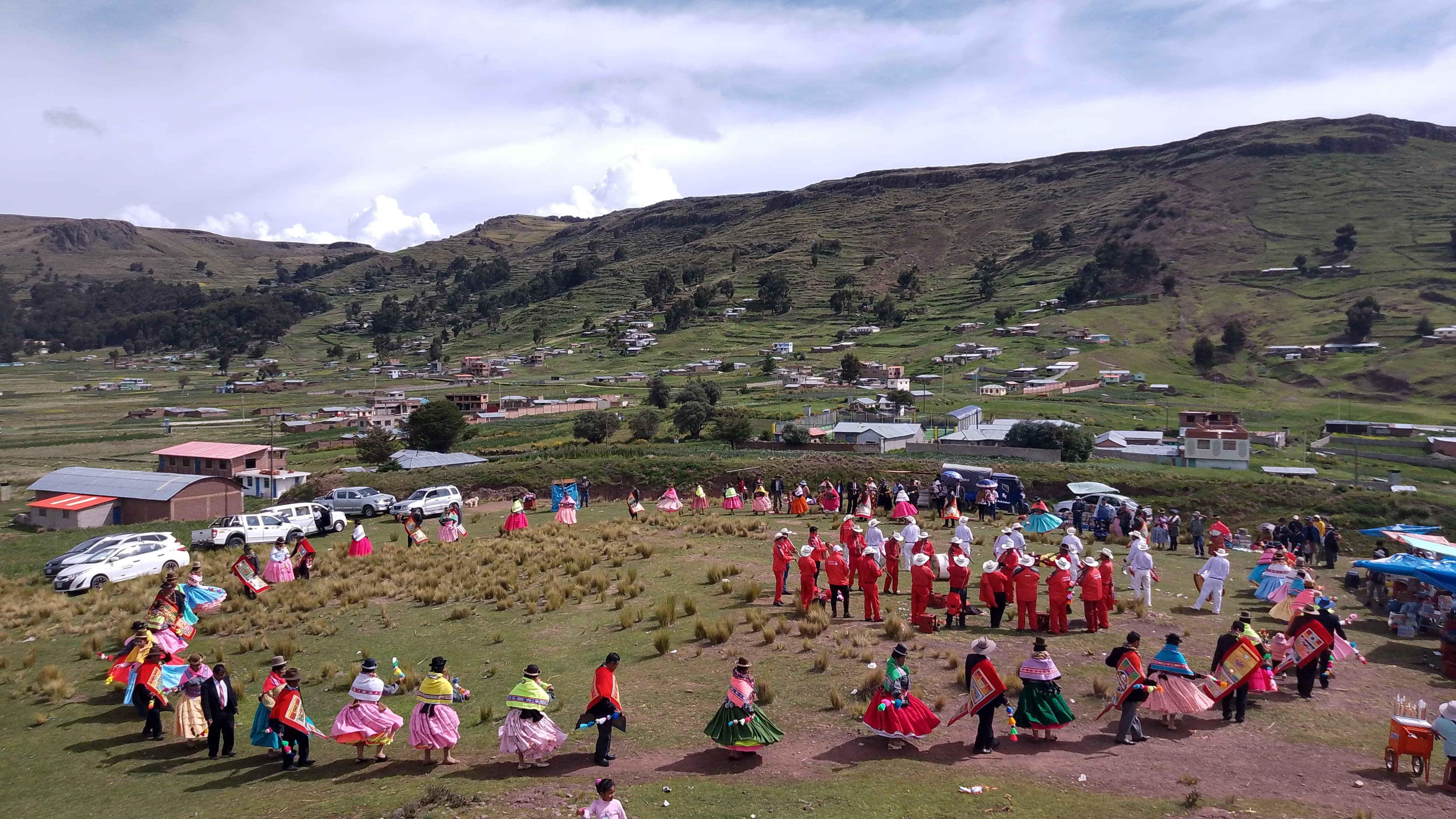
Cultura aymara con danza Maris Kawiris (Chacallada)
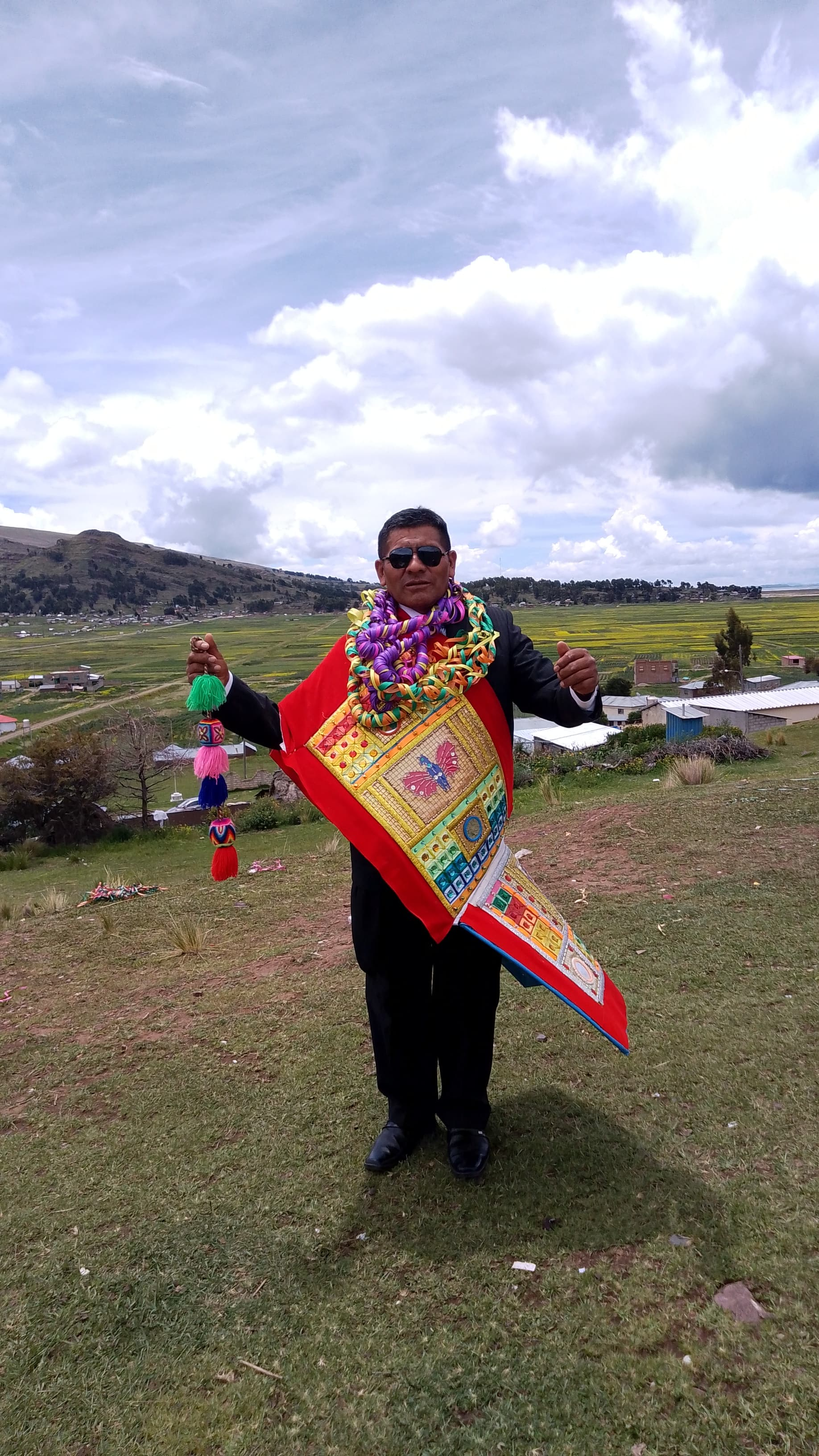
Cultura aymara con danza Maris Kawiris
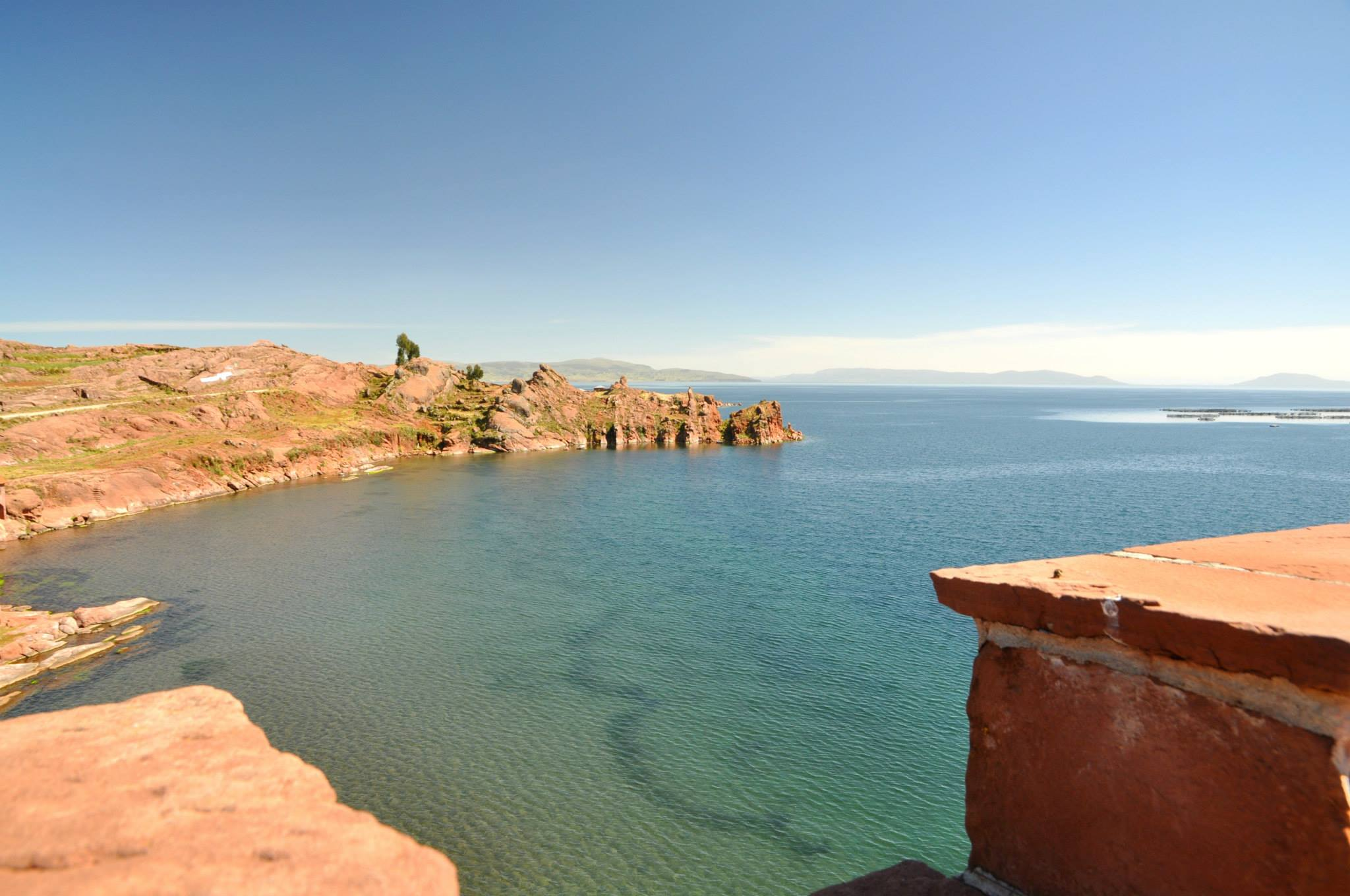
Vista desde el Castillo de Charcas
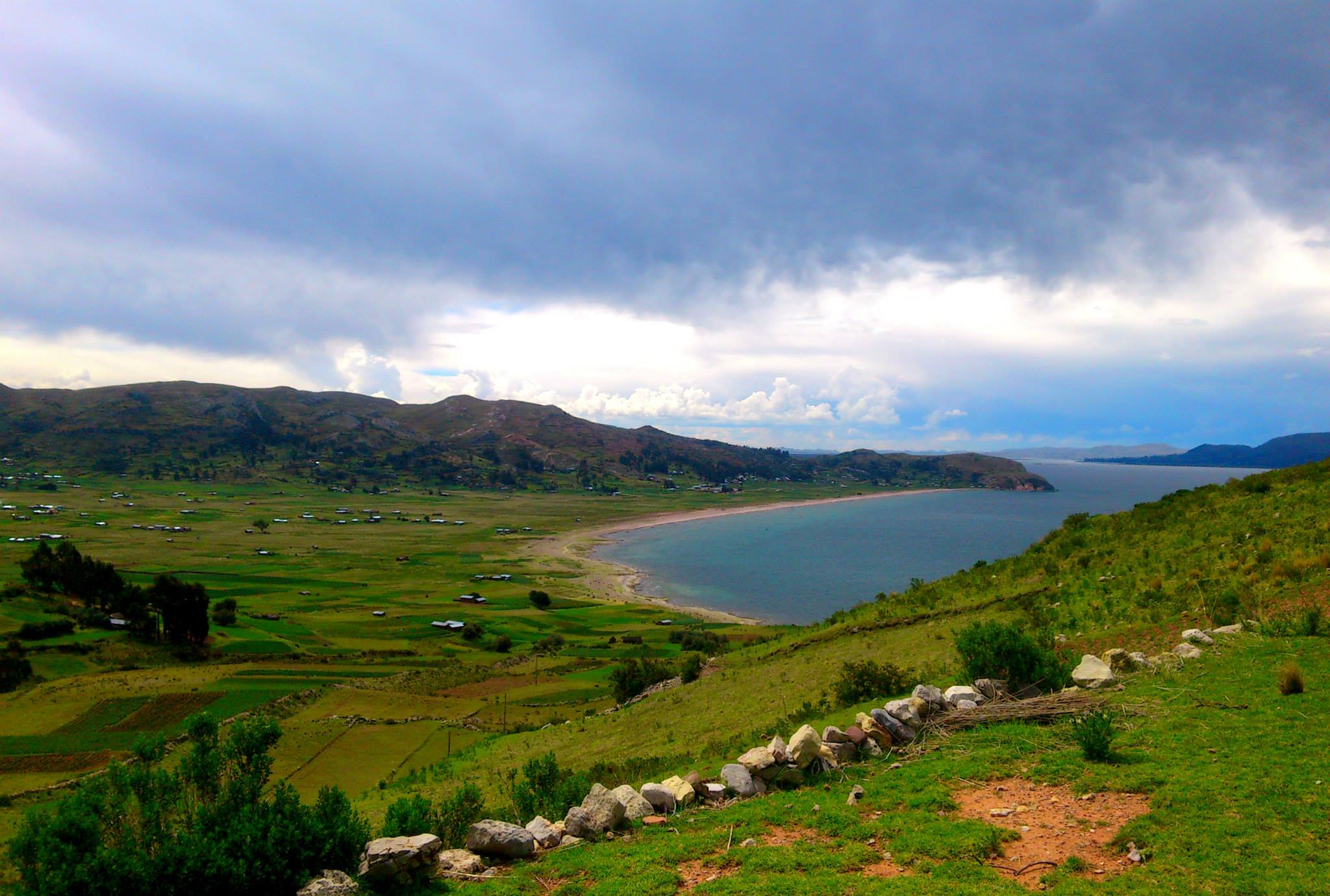
Lago Titicaca en Platería
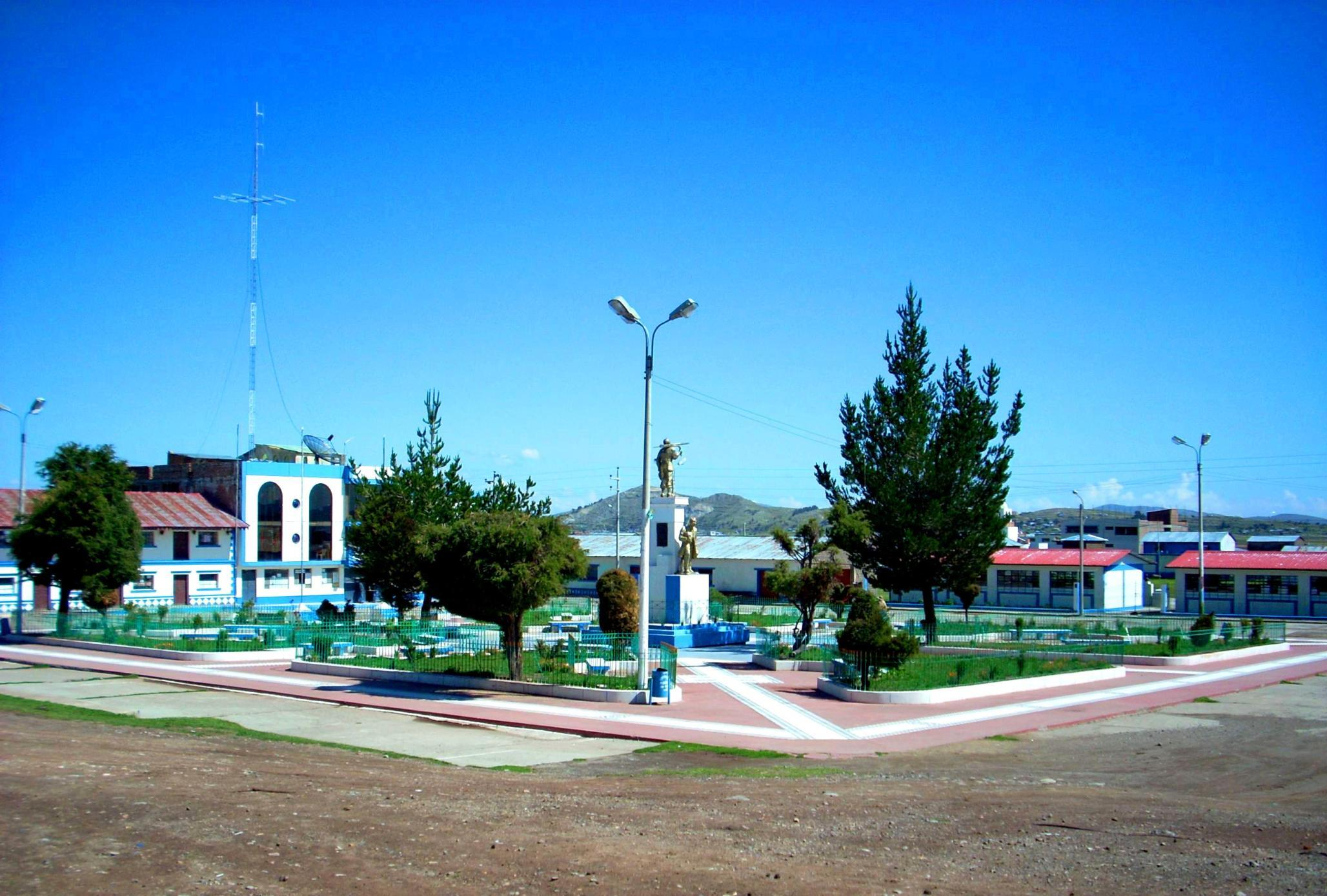
Plaza principal Villa de Platería
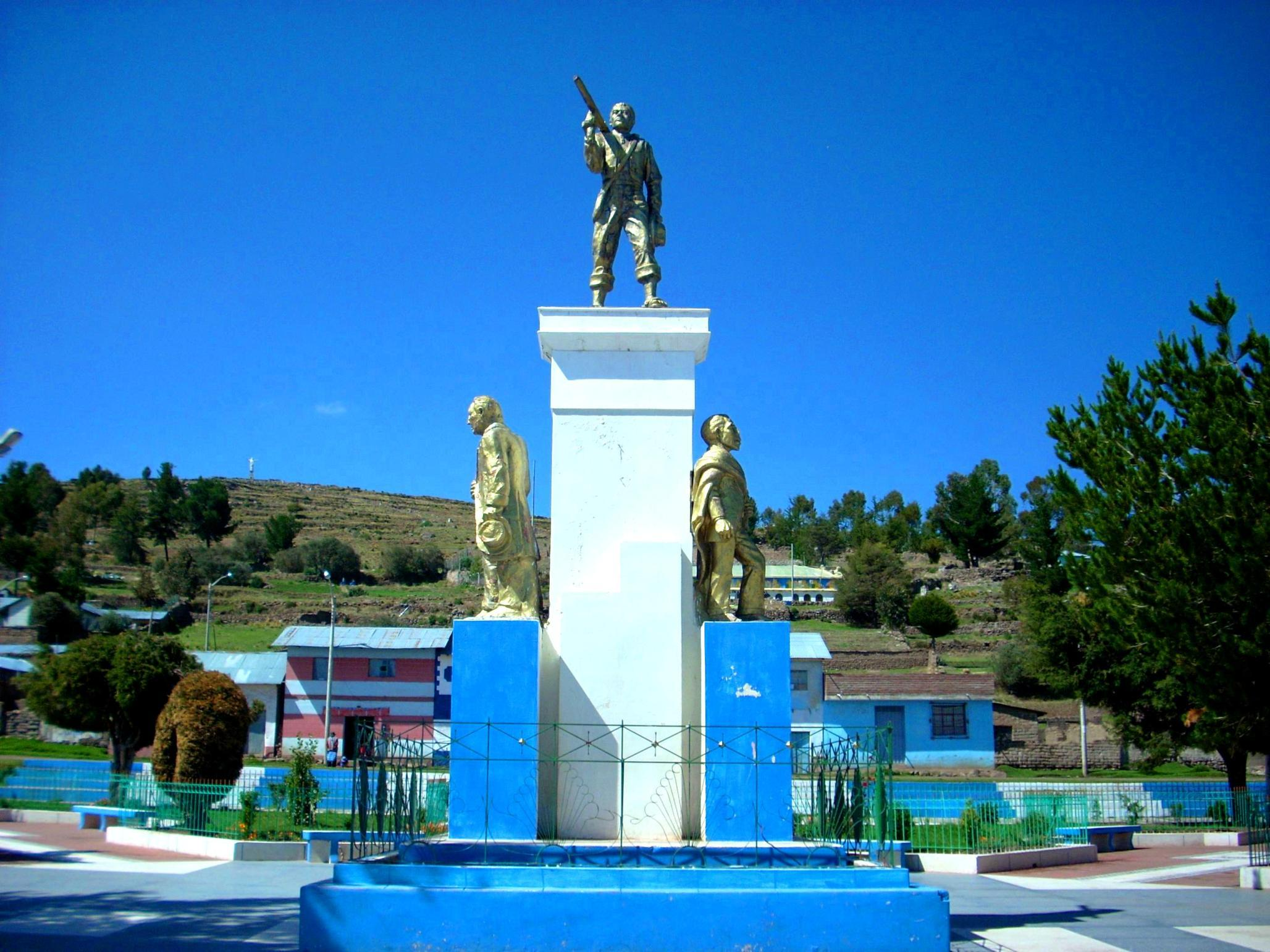
Personajes ilustres de Platería